# 鈴木秀人
鈴木 秀人（すずき ひでと、1974年10月7日 - ）は、静岡県浜松市中央区出身の元サッカー選手。ポジションはディフェンダー。現役時代はジュビロ磐田一筋でプレーし、Jリーグベストイレブンにも選出された。元日本代表。

## 来歴

### 選手時代
浜松商業高校では中盤の選手としてプレーしていたが、全く無名の存在であった。しかしサッカーを続けることを望んでいたため、サッカー部の指導者が面識のあった柳下正明を頼り、高校3年次にヤマハ発動機サッカー部の練習生となる。170センチそこそこしかなかった身長が高校3年次に急激に伸びたことや、抜群のスピードの持ち主であったことで、サイドバックとしてなら使えるだろうという当時の長澤和明監督らの判断により、ヤマハ改めジュビロ磐田への入団が決定した。
2年近くサテライトで当時サテライトの監督鈴木政一らの指導を受けて、ディフェンダーとしての基礎を身につけた後、けが人や出場停止者が発生したことでトップチームに呼ばれるようになり、1995年6月24日にテクノポート福井スタジアムで行われたベルマーレ平塚戦で左ストッパーとしてデビューすると、トップチームに定着する。翌年の1996年アトランタオリンピックにも同僚の田中誠、服部年宏らと共に選出されると、マイアミの奇跡として知られるブラジル戦ではベベットのマークを担当し勝利に貢献するなど、レギュラーストッパーとしてグループリーグ3試合すべてにフル出場した。しかし第2戦のナイジェリア戦では試合終了間際にエリア内で判断ミスから痛恨のハンドを犯してしまい、この1失点が響きチームはグループリーグ敗退となった。1998-1999アジアクラブ選手権でも中心選手としてジュビロ磐田のアジア制覇に貢献。決勝エステグラル戦では先制ゴールを挙げている。ジュビロ磐田はその後2年連続同大会で準優勝している。
ジュビロでは当時Jリーグ随一とも言われた守備の強さを見せていたが、フル代表には縁がなく代表キャップは1のみに終わった。2002日韓ワールドカップ前の候補合宿にも招集され、紅白戦において当時代表の主力であった三都主アレサンドロとのマッチアップを抑え込み、その対人プレーの強さから最終メンバー入りもささやかれた。しかし、その後代表召集された2002年3月21日のウクライナ戦での出場はなく、その後代表に選出されることはなかった。
ジュビロの黄金期を主力選手として支え、最終的に磐田一筋で現役を終えるなどサポーターには人気もあったが、若い頃は精神的にムラがあり、ラフプレーなどで不必要な警告を受けることも多かった。後年はそれも影を潜め、ゲームキャプテンとして世代交代期に入った磐田を支えるベテランの1人としてプレーした。
2009年11月11日ジュビロ一筋の中山雅史と共に戦力外通告を受ける。現役続行を希望していたが、条件に合うクラブが見つからず、2010年1月8日に現役引退を発表。磐田の育成コーチとして、後進の育成に当ることになった。

### 指導者時代
2010年はU-15のコーチ、2011年はU-18コーチ、2012年はU-18の監督になることが決定した。
2013年も引き続きU-18の監督を務め、2014年からはジュビロ磐田のトップチームのコーチに就任することが決まった。
2015年から2019年6月30日までジュビロ磐田のトップチームのヘッドコーチを務め、2019年6月30日付で成績不振により名波浩がジュビロ磐田の監督を辞任したため、2019年7月1日よりジュビロ磐田の新監督に就任する事が発表された。
2019年8月14日、体調不良により天皇杯3回戦ヴァンラーレ八戸戦を欠席し、小林稔ヘッドコーチが代行監督として指揮を執った。試合後、小野勝代表取締役社長より「回復の見込みは立っていない」とコメントが出され、そのまま翌8月15日付で監督の契約解除に合意し退任すると発表された。
2020年、ジュビロ磐田の強化部長に就任。2022年シーズン途中で解任された。
2023年シーズンよりJ3・アスルクラロ沼津のヘッドコーチに就任した。

## 所属クラブ
- 1987年 - 1989年 浜松市立東陽中学校
- 1990年 - 1992年 静岡県立浜松商業高等学校
- 1993年 - 2009年 ヤマハ発動機/ジュビロ磐田

## 個人成績
| 国内大会個人成績 | 国内大会個人成績 | 国内大会個人成績 | 国内大会個人成績 | 国内大会個人成績 | 国内大会個人成績 | 国内大会個人成績 | 国内大会個人成績 | 国内大会個人成績 | 国内大会個人成績 | 国内大会個人成績 | 国内大会個人成績 |
| 年度             | クラブ           | 背番号           | リーグ           | リーグ戦         | リーグ戦         | リーグ杯         | リーグ杯         | オープン杯       | オープン杯       | 期間通算         | 期間通算         |
| 年度             | クラブ           | 背番号           | リーグ           | 出場             | 得点             | 出場             | 得点             | 出場             | 得点             | 出場             | 得点             |
| 日本             | 日本             | 日本             | 日本             | リーグ戦         | リーグ戦         | リーグ杯         | リーグ杯         | 天皇杯           | 天皇杯           | 期間通算         | 期間通算         |
| ---------------- | ---------------- | ---------------- | ---------------- | ---------------- | ---------------- | ---------------- | ---------------- | ---------------- | ---------------- | ---------------- | ---------------- |
| 1993             | ヤマハ           |                  | 旧JFL1部         | 0                | 0                | 0                | 0                | 0                | 0                | 0                | 0                |
| 1994             | 磐田             | -                | J                | 0                | 0                | 0                | 0                | 0                | 0                | 0                | 0                |
| 1995             | 磐田             | -                | J                | 31               | 0                | -                | -                | 2                | 0                | 33               | 0                |
| 1996             | 磐田             | -                | J                | 21               | 1                | 10               | 0                | 1                | 0                | 32               | 1                |
| 1997             | 磐田             | 2                | J                | 24               | 0                | 6                | 0                | 4                | 0                | 34               | 0                |
| 1998             | 磐田             | 2                | J                | 20               | 1                | 4                | 0                | 0                | 0                | 24               | 1                |
| 1999             | 磐田             | 2                | J1               | 28               | 3                | 3                | 0                | 3                | 0                | 34               | 3                |
| 2000             | 磐田             | 2                | J1               | 29               | 0                | 4                | 0                | 3                | 0                | 36               | 0                |
| 2001             | 磐田             | 2                | J1               | 27               | 0                | 8                | 0                | 1                | 0                | 36               | 0                |
| 2002             | 磐田             | 2                | J1               | 27               | 0                | 8                | 0                | 1                | 0                | 36               | 0                |
| 2003             | 磐田             | 2                | J1               | 29               | 0                | 9                | 0                | 5                | 0                | 43               | 0                |
| 2004             | 磐田             | 2                | J1               | 28               | 1                | 5                | 0                | 3                | 0                | 36               | 1                |
| 2005             | 磐田             | 2                | J1               | 12               | 0                | 1                | 0                | 3                | 0                | 16               | 0                |
| 2006             | 磐田             | 2                | J1               | 27               | 2                | 6                | 0                | 2                | 0                | 35               | 2                |
| 2007             | 磐田             | 2                | J1               | 11               | 1                | 3                | 0                | 1                | 0                | 15               | 1                |
| 2008             | 磐田             | 2                | J1               | 8                | 0                | 3                | 0                | 1                | 0                | 12               | 0                |
| 2009             | 磐田             | 2                | J1               | 6                | 0                | 0                | 0                | 1                | 0                | 7                | 0                |
| 通算             | 日本             | 日本             | J1               | 328              | 9                | 70               | 0                | 31               | 0                | 429              | 9                |
| 通算             | 日本             | 日本             | 旧JFL1部         | 0                | 0                | 0                | 0                | 0                | 0                | 0                | 0                |
| 総通算           | 総通算           | 総通算           | 総通算           | 328              | 9                | 70               | 0                | 31               | 0                | 429              | 9                |

その他の公式戦
- - Jリーグチャンピオンシップ 1試合0得点
- 1998年
  - Jリーグチャンピオンシップ 2試合0得点
- 1999年
  - Jリーグチャンピオンシップ 2試合0得点
- 2000年
  - スーパーカップ 1試合0得点
- 2001年
  - Jリーグチャンピオンシップ 2試合0得点
- 2003年
  - スーパーカップ 1試合0得点
- 2004年
  - スーパーカップ 1試合0得点
- 2008年
  - J1・J2入れ替え戦 2試合0得点

| 国際大会個人成績 | 国際大会個人成績 | 国際大会個人成績 | 国際大会個人成績 | 国際大会個人成績 |
| 年度             | クラブ           | 背番号           | 出場             | 得点             |
| AFC              | AFC              | AFC              | ACL              | ACL              |
| ---------------- | ---------------- | ---------------- | ---------------- | ---------------- |
| 2004             | 磐田             | 2                | 5                | 0                |
| 2005             | 磐田             | 2                | 2                | 0                |
| 通算             | AFC              | AFC              | 7                | 0                |

その他の国際公式戦
- 2003年
  - A3チャンピオンズカップ2003 3試合0得点

- 1995年6月24日 - プロデビュー（Jリーグ） - ベルマーレ平塚戦 (テクノポート福井スタジアム)
- 1996年4月27日 - プロ初ゴール（Jリーグ） - 清水エスパルス戦 (日本平スタジアム)

## 代表歴
- 1997年6月28日 - A代表初出場 （1998 FIFAワールドカップ・アジア予選・1次予選） オマーン代表戦 (国立霞ヶ丘競技場陸上競技場)[1]

### 出場大会など
- 1996年アトランタオリンピック

### 試合数
- 国際Aマッチ 1試合 0得点(1997-2002)[1]

| 日本代表 | 国際Aマッチ | 国際Aマッチ |
| 年       | 出場        | 得点        |
| -------- | ----------- | ----------- |
| 1997     | 1           | 0           |
| 2002     | 0           | 0           |
| 通算     | 1           | 0           |

### 出場
| No. | 開催日         | 開催都市 | スタジアム                 | 対戦相手 | 結果 | 監督   | 大会               |
| --- | -------------- | -------- | -------------------------- | -------- | ---- | ------ | ------------------ |
| 1.  | 1997年06月28日 | 東京都   | 国立霞ヶ丘競技場陸上競技場 | オマーン | △1-1 | 加茂周 | ワールドカップ予選 |

## 指導歴
- 2010年 - 2019年  ジュビロ磐田
  - 2010年 ユース（U-15）コーチ
  - 2011年 ユース（U-18）コーチ
  - 2012年 - 2013年 ユース（U-18）監督
  - 2014年 トップチーム コーチ
  - 2015年 - 2019年6月 トップチーム ヘッドコーチ
  - 2019年7月 - 同年8月 トップチーム 監督
  - 2020年 - 2022年8月 強化部長/トップチームマネジメント部長
- 2023年 -  アスルクラロ沼津 ヘッドコーチ

## 監督成績
| 年度 | クラブ | 所属 | リーグ戦 | リーグ戦 | リーグ戦 | リーグ戦 | リーグ戦 | リーグ戦 | カップ戦   | カップ戦 |
| 年度 | クラブ | 所属 | 順位     | 勝点     | 試合     | 勝       | 分       | 敗       | ルヴァン杯 | 天皇杯   |
| ---- | ------ | ---- | -------- | -------- | -------- | -------- | -------- | -------- | ---------- | -------- |
| 2015 | 磐田   | J2   | 2位      | 3        | 1        | 1        | 0        | 0        | -          | -        |
| 2019 | 磐田   | J1   | 18位     | 3        | 5        | 1        | 0        | 4        | -          | 3回戦    |

- 2015年はJ2第37節（監督のベンチ入り停止処分による代行）のみ。
- 2019年は7月より就任。
- 2019年天皇杯は指揮をしたのが2回戦の勝利のみで、チームは3回戦も勝利している。

## 個人タイトル
- 2002年 - Jリーグベストイレブン